# Diaixis asymmetrica
Diaixis asymmetrica är en kräftdjursart som beskrevs av K.R.E. Grice och Hülsemann 1970. Diaixis asymmetrica ingår i släktet Diaixis och familjen Diaixidae. Inga underarter finns listade i Catalogue of Life.